# Coregonus migratorius

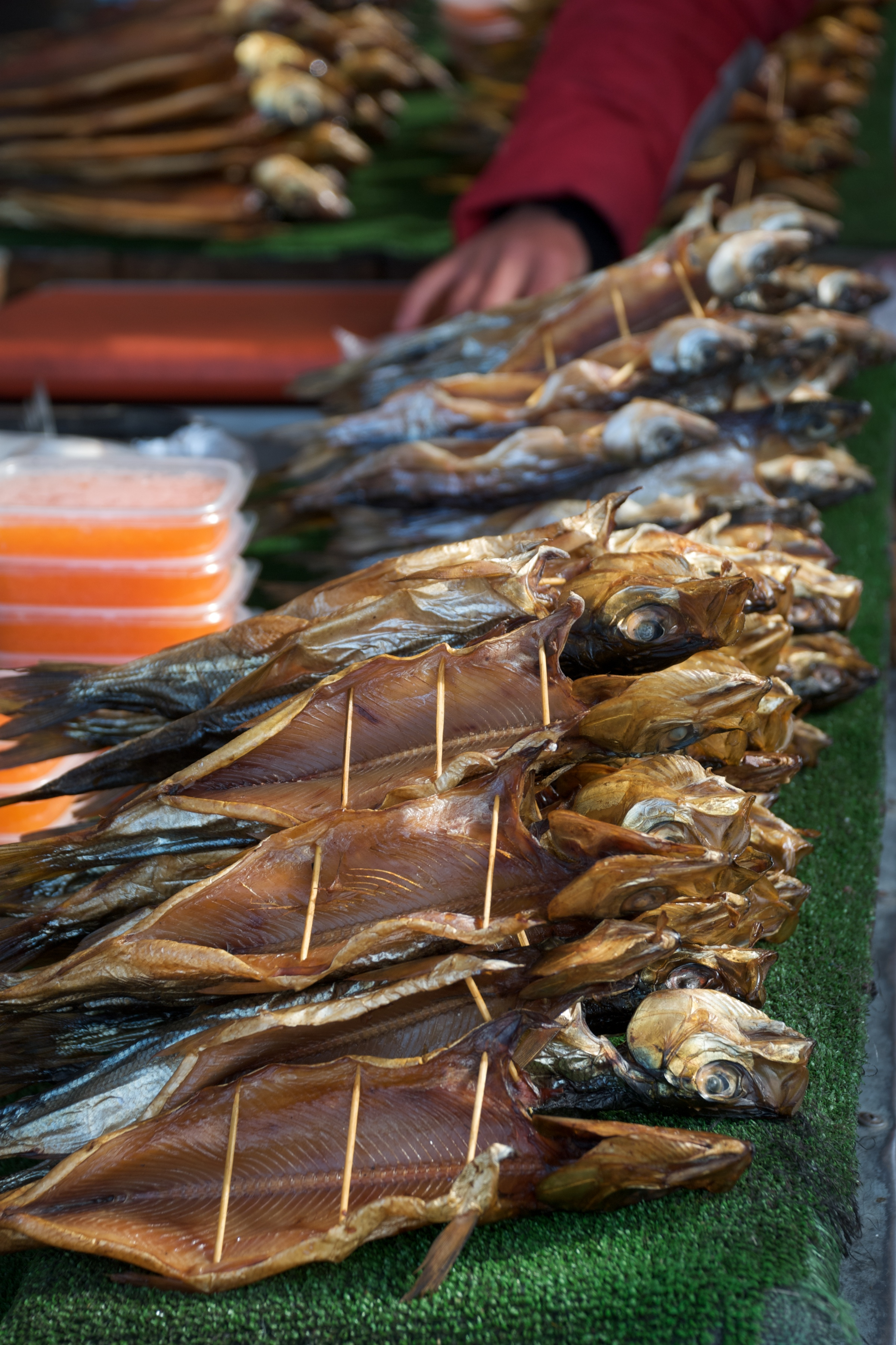
Ómul ahumado, en el mercado.

El ómul es la especie Coregonus migratorius, un pez eurihalino marino y de agua dulce de la familia de los salmónidos distribuido por el lago Baikal, en Siberia, así como en ríos tributarios de este lago.

## Anatomía
Con una forma muy similar a los peces de su mismo género, la longitud máxima descrita fue de 56 cm.

## Hábitat y biología
Es una especie anádroma, que vive una fase de su vida en ríos y lagos y otra en el mar, cerca del fondo, prefiriendo las aguas de pH entre 7 y 7,5 ligeramente alcalinas, y frías entre 4 y 16 °C.

## Importancia para el hombre
Su pesca en el lago Baikal tiene una gran importancia comercial, con una industria pesquera centrada en la explotación de esta especie y su ahumado, forma en que se comercializa en la región, alcanzando un valor muy alto en el mercado.

## Galería

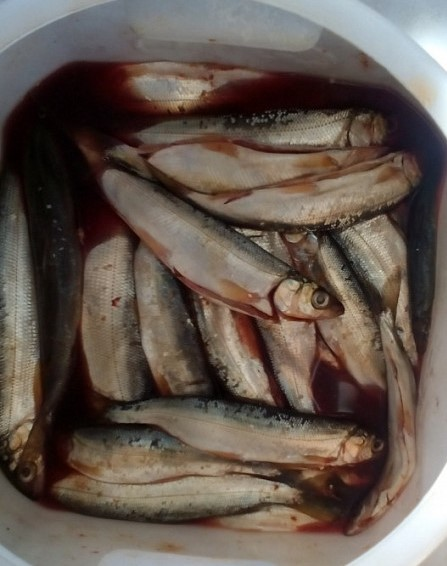
Baikal omul recién pescado
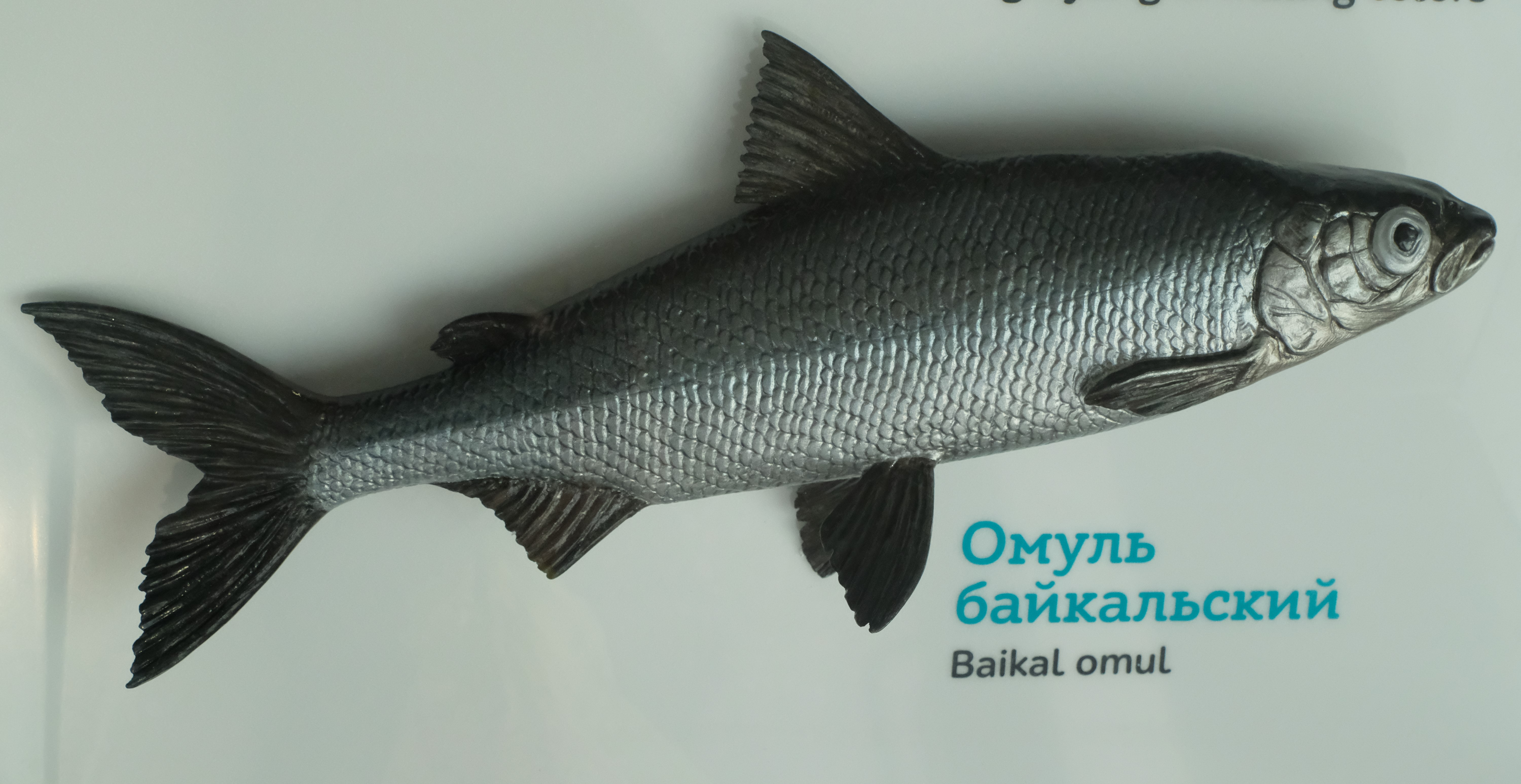
ómul del Baikal
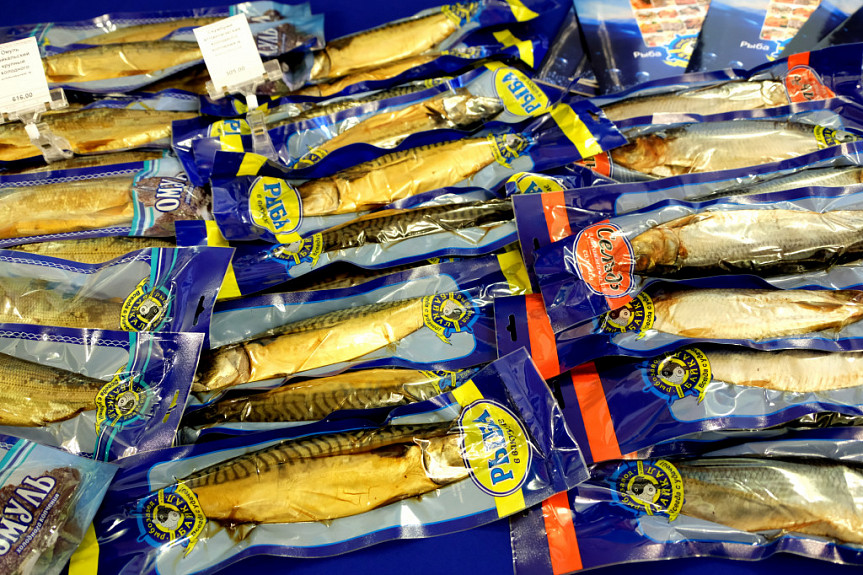
Omul ahumado en frío de Baikal en el mostrador de la tienda
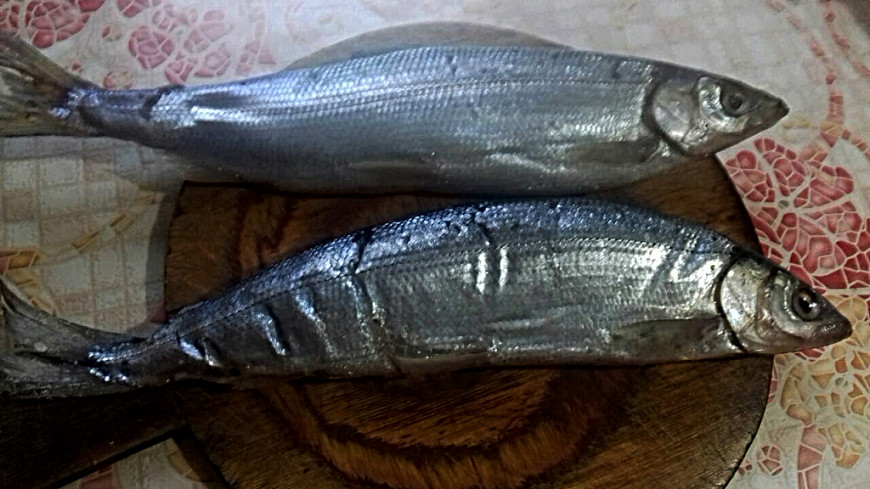
Omul en una tabla de cortar